# پدرا دا مینا
پدرا دا مینا (به پرتغالی: Pedra da Mina) یک کوه در برزیل است که در سائو پائولو واقع شده‌است. پدرا دا مینا ۲٬۷۹۸ متر بالاتر از سطح دریا واقع شده‌است.